# نورتک کالکتیو
نورتک کالکتیو (انگلیسی: Nortec Collective) یک گروه موسیقی بود که توسط هنرمندان گوناگونی بنیان نهاده شد که در پروژه‌های مختلف تولید موسیقی به صورت یک یا دو نفره همکاری می‌کردند. این گروه در تیخوانا باخا کالیفرنیا در مکزیک گرد هم آمدند. سبک موسیقی آنها موسیقی الکترونیک با مولفه‌هایی از موسیقی تومبارا و نورتنیو است و در نتیجه سبک جدید نورتک («نورتنیو» + «تکنو») ایجاد کردند.
آلبوم دوم این گروه مورد تحسین بسیاری از منتقدان قرار گرفت و نامزد دریافت دو جایزه گرمی لاتین در سال ۲۰۰۶ شد. این گروه از سال ۱۹۹۹ میلادی در نقاط مختلف جهان برنامه اجرا کرده‌اند از جمله در نیویورک، کنفرانس موسیقی زمستانی میامی، مرکز هنرهای نمایشی جان اف کندی واشینگتن، دی.سی.، سالن رویال فستیوال، لندن و الیزه مون‌مارتر در پاریس.
رئیس‌جمهور سابق مکزیک ارنستو سدیو از این گروه دعوت کرد تا موسیقی غرفه مکزیک را در نمایشگاه اکسپو ۲۰۰۰ در هانوفر را به عهده بگیرد. آنها همچنین ریمیکس‌هایی از آثار بک هانسن، کالکسیکو، انیو موریکونه، کوارتت کرونوس، لی نش و لنی کراویتز را ساخته و اجرا کرده‌اند.
در سال ۲۰۰۶ نورتک در «جشنواره میان‌بر» هفته‌نامه لس آنجلس در کنار هنرمندانی چون کوئینز آو د استون ایج و بک هانسن برنامه اجرا کرد. گروه همچنین تک‌آهنگ «چقدر زیبا می‌رقصی» را برای آلبومی که به منظور تأمین مالی برای آگاهی‌رسانی ایدز تولید شده بود، اجرا کرد.
موسیقی نورتک کالکتیو در ویدئوهای تبلیغاتی شرکت‌های ولوو، دل (شرکت), فیدیلیتی موچوآل، شلوار لی اِدوین (با حضور برد پیت) و شرکت خودروسازی نیسان استفاده شده است. موزیک ویدئوی یکی از تک‌آهنگ‌های آنها به نام «پولاریس» را شرکت موسیقی مَسِز متعلق به هیث لجر ساخته بود.